# Vikingane
Vikingane er en norsk sort komedieserie som havde premiere på NRK1 i 2016. Den er produceret for NRK af Viafilm. Komedieserien handler om hverdagslivet af vikinger i landsbyen Norheim omkring år 790. Serien er skrevet og instrueret af Jon Iver Helgaker og Jonas Torgersen.
Serien er indspillet på Avaldsnes som ligger på Karmøy, og blev indspillet både i en norsk og engelsk version. Første sæson af den engelske version blev gjort tilgængelig på Netflix sommeren 2017 under navnet Norsemen. Sæson nummer to af serien blev indspillet foråret 2017.
Første sæson af serien vandt Gullruten 2017 i klassens bedste humorprogram og blev også nomineret til prisen for bedste lydproduktion (Peter Clausen og Erling Rein).

## Synopsis
Vikingane foregår i 790'ernes Norge, hvor forskellige karakterer tager hovedroller og danner deres egne historier, efterhånden som serien udvikler sig. Historien dækker vikingernes liv i landsbyen Norheim, med deres daglige hverdag og stridigheder præsenteret med høj komisk effekt. Som serien skrider frem, resulterer stridigheder med nabolandsbyer – såsom et rivaliserende samfund ledet af den hensynsløse Jarl Varg – og den romerske slave Rufus' indsats for at modernisere og sofistikere Norheims kultur i vedvarende konflikter og dramaer.

## Medvirkende
| Skuespiller            | Rolle             |
| ---------------------- | ----------------- |
| Kåre Conradi           | Orm               |
| Nils Jørgen Kaalstad   | Arvid             |
| Trond Fausa            | Rufus             |
| Silje Torp             | Frøya             |
| Øystein Martinsen      | trellen Kark      |
| Henrik Mestad          | Høvding Olav      |
| Jon Øigarden           | Jarl Varg         |
| Marian Saastad Ottesen | Hildur            |
| Kristine Riis          | Liv               |
| Mads Jørgensen         | Viljar            |
| Mikkel Bratt Silset    | Ragnar            |
| Nikis Theophilakis     | Olvar             |
| Bjørn Myrene           | Tostein Hund      |
| Torunn Lødemel         | Lone              |
| Christian Skolmen      | Håkon             |
| Erik Schjerven         | Magnus            |
| Vidar Magnussen        | Sjamanen          |
| Ingar Helge Gimle      | Nomadehøvding     |
| Ingunn Beate Øye       | Nomade            |
| Finn Schau             | Lovgiveren        |
| Richard Skog           | Sturla Beinknuser |
| Sverre Røssummoen      | Eirik Gamling     |
| Egil Birkeland         | Oddvar Gamling    |
| Lars Sundsbø           | Brynjar Smed      |
| Jonathan Kydd          | Charlie           |
| Karl Sundby            | Synstrell         |